# Ibiaí
Ibiaí é um município brasileiro do estado de Minas Gerais. De acordo com o censo realizado em 2022 sua população era de 6 286 habitantes.  Fundada na região que em outrora era a Fazenda da Extrema, em 1963 o Senhor Gerson de Castro foi nomeado Intendente por um período de seis meses, até que o Senhor Ranulfo Macedo foi eleito seu primeiro Prefeito. Atualmente, a prefeitura é comandada por Maurina Fonseca Mota de Matos. (2025 - 2028) 

## História
O município de Ibiaí, antigo distrito de Coração de Jesus, foi criado pela Lei estadual nº 2764 30 de dezembro de 1962.